# Sigitas Olberkis
Sigitas Olberkis (sinh ngày 19 tháng 4 năm 1997) là một cầu thủ bóng đá Litva. Tính đến năm 2023, anh thi đấu cho FA Šiauliai.